# Khungtaidschi Galdan
Khungtaidschi Galdan (mongolisch ᠭᠠᠯᠳᠠᠨ ᠪᠣᠱᠣᠭᠲᠤ ᠬᠠᠭᠠᠨ Galdan Boshigt Khan / Галдан бошигт хаан; * 1632 oder 1644; † 4. April(?) 1697) war ab 1676 Khan des Dsungarischen Khanats und Herrscher der Dsungaren. Unter ihm expandierte das Dsungarenreich und wurde erst 1690 und 1696 von der Qing-Dynastie unter Kaiser Kangxi gestoppt.
Der Sohn von Khungtaidschi Batur sollte ursprünglich in Tibet zum Mönch ausgebildet werden. Nach der Ermordung seines älteren Bruders Khungtaidschi Sengge durch seine Halbbrüder 1671 kehrte er jedoch zurück, rächte den Mord und übernahm die Herrschaft. Den Khanstitel bekam er vom Dalai Lama.
In der politischen Tradition seines Vaters bemühte er sich um die Wiedervereinigung der oiratischen Stammesgruppen und um den Anschluss der Nachbarn. Seine Kampagnen richteten sich zum einen gegen die oriatischen, also westmongolischen Choschuten und die ostmongolischen Khalka sowie gegen die Kasachen.

## Gegen die Choschuten und  Khalka
Im Jahr 1677 überfiel er den Choschuten-Khan Uchirtu Secen, einen möglichen Rivalen, und tötete ihn, wodurch alle nicht abgewanderten Stämme unter seiner Herrschaft vereinigt wurden. Uchirtu Secen war jedoch nicht nur mit Galdan, sondern auch mit dem Tüsiyetü Khan Caqundorji von den Khalka verschwägert, und so führte das zum Konflikt mit Caqundorji, der sich 1686/87 verschärfte, als der Jasaktu-Khan Sar zu Galdan überlief. Caqundorji sah sein Territorium von feindlichen Übergriffen bedroht, überfiel die Verbündeten und tötete den Jasaktu-Khan Sar und Galdans jüngeren Bruder Dorjijab.

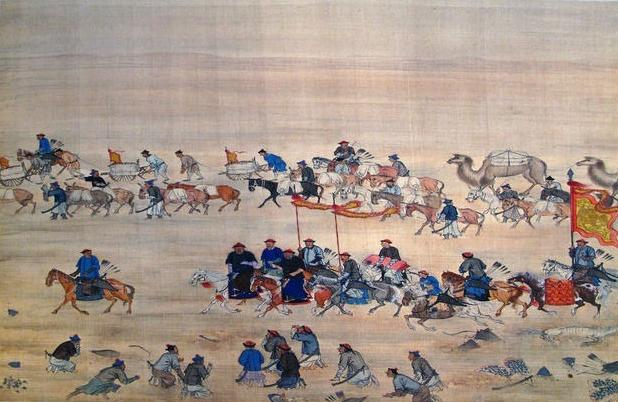
Die chinesische Armee im Kampf mit den Dsungaren, 1690

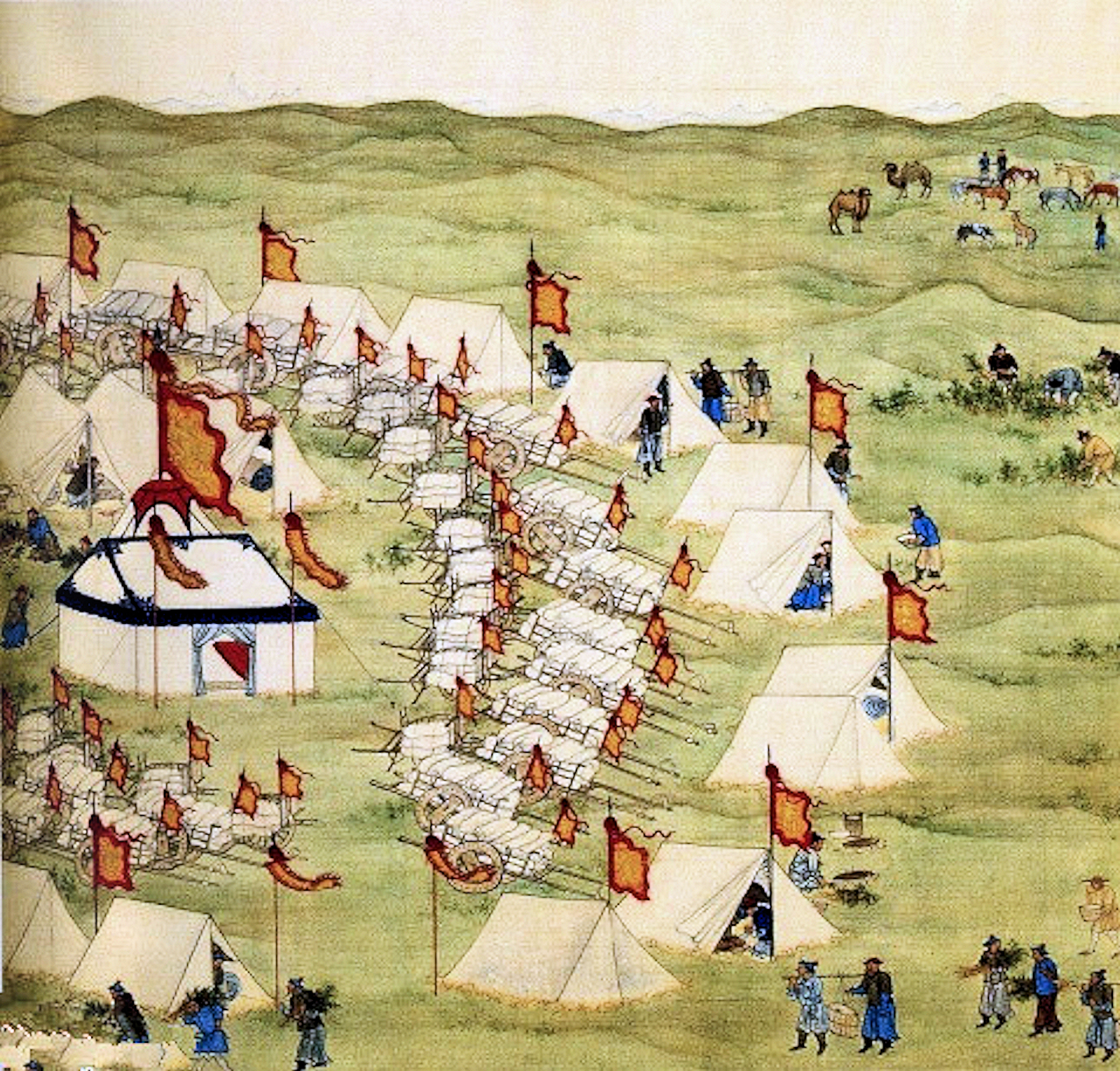
Der chinesische Kaiser Kangxi lagert am Fluss Kerulen während des Feldzugs gegen Galdan, 1696

Galdan rückte nun mit 30.000 Mann bei den Khalka ein und besiegte Caqundorji mit dessen Sohn Galdandorji in zwei Schlachten bei Tömör und am See Olgoj vollständig. Danach floh Caqundorji mit dem geistlichen Oberhaupt der Khalka, Jebtsundamba Khutukhtu Dsanabadsar zum Mandschu-Kaiser Kangxi und besiegelten 1691 in einer Zeremonie in Dolon Nor den Anschluss der Khalka ans Mandschu-Reich.

## Gegen die Kasachen
1679 eroberte er auf einem Feldzug nach Westen auf einem Feldzug nach Westen Turpan – neben Hami und weiteren Oasen bis Kaschgar.
In seine Regierungszeit fällt die Liquidierung des restlichen Tschagatai-Khanats in Kaschgarien zugunsten einer Familie von Hodschas. Galdan setzte 1678 auf Wunsch des Dalai Lama Isma'il ab, einen Nachkommen dieses Geschlechts. Stattdessen setzte er den Hodscha Hazrat Apak (auch: Abakh Khoja oder Hidayatullah, † 1693/4) als seinen Vasallen ein. Die Hodscha-Herrschaft erwies sich als zäh, sie dominierte die lokale Politik vom 16. bis ins 19. Jh., zum Teil auch auf Kosten der Dsungaren.
Zwischen 1681 und 1695 führte Galdan wiederholt Krieg gegen die Kasachen im Syrdarja-Gebiet, nahm dabei unter anderem einen Sohn Tauke Khans gefangen.

## Angriffe der Chinesen
Der Mandschu-Kaiser Kangxi rückte 1690 mit Unterstützung der Khalka und unter Einsatz von Musketen und moderner Artillerie persönlich gegen Galdan zu Felde und siegte bei Ulan Budung unter Prinz Fu-ch'üan.
Nach umfangreichen logistischen Vorbereitungen zogen drei chinesische Heere durch die Wüste Gobi. Es gelang ihnen, die dsungarischen Verbände zu stellen; am 13. Juni 1696 siegten die Chinesen  unter General Fiyanggü bei Juun modun. Hier kam u. a. Galdans Frau Ana Dara ums Leben. Kurz danach beging Galdan Selbstmord oder starb an den Folgen einer Gehirnblutung. Galdans Neffe Tsewangrabtan nutzte die Gelegenheit, um selbst Khan der Dsungaren zu werden und lieferte unter anderem einige Familienangehörige und die Asche Galdans an Kangxi aus.